# واشنطن ويزاردز
نادي واشنطن ويزاردز (بالإنجليزية: Washington Wizards)‏ هو نادي كرة سلة من واشنطن دي سي، الولايات المتحدة الأمريكية. تأسس عام 1961.

## ألوان الفريق
الأزرق، الأبيض، الذهبي، والأسود.

## سجل بطولات الفريق
فاز مرة واحدة ببطولة الدوري الأمريكي لكرة السلة للمحترفين في العام:
1978.

## وصلات خارجية
- موقع النادي الرسمي